# Royoungia
Royoungia is een geslacht van schimmels behorend tot de familie Boletaceae. De typesoort is Royoungia boletoides.

## Soorten
Volgens de Index Fungorum bestaat het geslacht uitsluitend uit zes soorten (peildatum oktober 2023):
| Soortnaam              | Auteur(s)                                 | Publicatiejaar |
| ---------------------- | ----------------------------------------- | -------------- |
| Royoungia boletoides   | Castellano, Trappe & Malajczuk            | 1992           |
| Royoungia coccineinana | (Corner) Yan C. Li & Zhu L. Yang          | 2016           |
| Royoungia grisea       | Yan C. Li & Zhu L. Yang                   | 2016           |
| Royoungia palumana     | (Wolfe & Bougher) Yan C. Li & Zhu L. Yang | 2016           |
| Royoungia reticulata   | Yan C. Li & Zhu L. Yang                   | 2016           |
| Royoungia rubina       | Yan C. Li & Zhu L. Yang                   | 2016           |